# أليخاندرو مالدونادو أغيري
اليخاندرو مالدونادو أغيري (بالإسبانية: Alejandro Maldonado Aguirre)‏ (ولد في 6 يناير 1936) هو سياسي غواتيمالي شغل منصب الرئيس المؤقت لغواتيمالا للفترة 3 سبتمبر 2015 إلى 14 يناير 2016 عقب انعقاد مؤتمر القبول غواتيمالا واستقالة أوتو بيريز مولينا.
عقبه جيمي موراليس رئيسا لغواتيمالا بعد فوزه بالانتخابات.

## التاريخ
ولد في مدينة غواتيمالا، وتخرج مالدونادو من جامعة سان كارلوس على شهادة البكالوريوس في القانون.
منذ الستينات، وكان عضوا في الحزب السياسي حركة التحرير الوطني اليميني المتطرف (الحركة التحرير الوطني أو MLN)، يزعم أنها بدأت في استخدام فرق الموت ضد الشيوعيين. وكان أيضا وزير التعليم في ظل النظام العسكري من أرانا أوسوريو (1970-1974) ودافع غواتيمالا أمام الأمم المتحدة عندما عزل المجتمع الدولي النظام العسكري من لوكاس غارسيا (1978-1982) عن الانتهاكات الجسيمة لحقوق الإنسان.
وفي وقت لاحق، خدم مالدونادو قاضيا على قاضي المحكمة الدستورية في ثلاث مناسبات، حيث كان مسؤولا عن العديد من القرارات المثيرة للجدل. في مايو 2013 كان مالدونادو القاضي في حالة استئناف الحكم الصادر الرئيس السابق ايفرين ريوس مونت بتهمة الإبادة الجماعية. في حين أنه في الدورة الأولى وجد ريوس مونت مذنب، مالدونادو واثنين آخرين من المحكمة الدستورية من خمسة أشخاص إبطال الإجراءات.
بعد أسبوع واحد من تعيينه في منصب نائب الرئيس مايو 2015، سعى المتظاهرون باستقالته لأنه أسقط حكم الإدانة في المحاكمة ريوس مونت.

## المناصب التي شغلها
- 1956: عضو في مجلس مدينة غواتيمالا
- 1966-1970: نائب Congresional، لحركة التحرير الوطني
- 1970-1974: وزير التربية والتعليم (في عهد الرئيس أرانا أوسوريو)
- 1974-1976: السفير لدى الأمم المتحدة (نيويورك)
- 1978-1980: السفير لدى الأمم المتحدة (جنيف)
- 1984-1986: نائب في الجمعية الوطنية التأسيسية
- 1986-1991: قاض من المحكمة الدستورية (بما في ذلك 1989-1991، الرئيس)
- 1991-1995: سفير المكسيك
- 1995-1996: وزير الشؤون الخارجية (في عهد الرئيس دي ليون كاربيو)
- 1996-2001: قاض من المحكمة الدستورية (بما في ذلك 1997-1998، الرئيس)
- 2004-2006: نائب في الكونغرس، لالحزب الاتحادي
- 2006-2011: قاض من المحكمة الدستورية (بما في ذلك 2006-2007، الرئيس)
- 2015: نائب رئيس الجمهورية
- 2015: رئيس الجمهورية

## روابط خارجية
- Alejandro Maldonado Aguirre: el nuevo Presidente de Guatemala
- Former Constitutional Court Judge Alejandro Maldonado Aguirre Appointed Vice President
- Congressional résumé